# كارلو بيروني
كارلو بيروني (بالإيطالية: Carlo Perrone)‏ (12 أكتوبر 1960 بروما في إيطاليا - ) هو مدرب كرة قدم ولاعب كرة قدم إيطالي في مركز الدفاع. لعب مع نادي أسكولي ونادي أفيلينو ونادي روما ونادي لاتسيو ونادي ليتشي وAS Lodigiani ‏ وAtletico Roma FC ‏.

## وصلات خارجية
- كارلو بيروني على موقع قاعدة بيانات كرة القدم.إي يو (الإنجليزية)
- كارلو بيروني على موقع عالم كرة القدم.نت (الإنجليزية)